# سرویس استرالیا
سرویس استرالیا (به انگلیسی: Services Australia)، که پیشتر به نام ادارهٔ خدمات انسانی (به انگلیسی: Department of Human Services) به اختصار DHS شناخته می‌شد، یکی از ادارات (وزارتخانه های) دولتی استرالیا است که خدماتی همچون فراهم نمودن سرویسهای رفاهی، تأمین اجتماعی و بهداشت را به مردم استرالیا ارائه می‌دهد.
در ۲۹ مه ۲۰۱۹ فرماندار کل استرالیا دستورالعمل اجرایی اداری جدیدی را جایگزین دستورالعمل قبلی کرد که نخست‌وزیر اسکات موریسون پس از انتخابات فدرال سال ۲۰۱۹ استرالیا پیشنهاد کرده بود. بر پایه آن نام این اداره در ساختار دولتی استرالیا به سرویس استرالیا تغییر داده شد.